# Branques del casal de Barcelona
El casal de Barcelona va originar diverses branques:
- Miro II va ser l'origen de les branques de Besalú i de Cerdanya
- Ermengol I fou origen de les branques d'Urgell (vella) i Provença (Forcalquier)
- Berenguer Ramon I fou origen de la branca de Provença
- Alfons II va originar també una branca de Provença
- Pere (fill il·legítim de Jaume I) fou origen de la branca d'Hixar
- Jaume (fill de Jaume I) fou origen de la branca de Xèrica
- Pere (fill de Jaume I) fou origen de la branca d'Ayerbe i Paternoy
- Ferran (fill il·legítim de Jaume I) fou origen de la branca de Castre
- Jaume II fou origen de la branca de Mallorca
- Frederic II fou origen de la branca de Sicília, origen al seu torn de les branques dels Aragó d'Avola, els Aragó de Terranova, el Frederic d'Aragó (de Salona i Egina) i els Aragó de Militello
- Pere I (fill de Jaume I) fou origen de les branques de Prades, Gandia i Villena
- Jaume I fou l'origen de la branca d'Urgell (nova)
- Ramon Berenguer I fou origen de la branca d'Empúries
- Elionor (filla de Pere III) fou origen de la casa dels Trastàmara reis de Catalunya i Aragó